# Magnum T.A.
Terry Wayne Allen, meglio conosciuto con il ring name Magnum T.A. (Chesapeake, 11 giugno 1959), è un ex wrestler statunitense.

## Carriera

### Inizi
Allen iniziò a lottare nel 1977 unendosi alla National Wrestling Alliance, consorzio nel quale iniziò a competere militando nella Championship Wrestling from Florida e nella Pacific Northwest Wrestling. Nella CWF, Allen vinse le cinture di Global Tag Team Championship in ben cinque diverse occasioni prima di trasferirsi nella Mid-South Wrestling. Al debutto in Mid-South, Allen adottò il ring name Magnum T.A. e iniziò a interpretare un personaggio conosciuto con il soprannome di "The American Heart Throb", basato sulla lieve somiglianza fisica di Allen con l'attore Tom Selleck, interprete del popolare personaggio televisivo Magnum, P.I. Allen adottò questo ring name dopo che André the Giant gli aveva suggerito di combinare la parola Magnum con le iniziali del suo vero nome. Nella Mid-South, Magnum vinse il titolo di North American Heavyweight Championship, la sua prima cintura importante, sconfiggendo Mr. Wrestling II, suo precedente compagno di tag team che lo aveva tradito, il 13 maggio 1984. Magnum deterrà il titolo per cinque mesi prima di cederlo a "The Cat" Ernie Ladd il 16 ottobre seguente.

### Jim Crockett Promotions

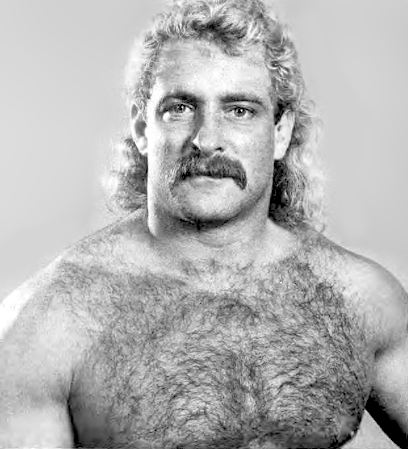
Magnum T. A. nel 1986 circa

Nel 1984, Allen firmò per la Jim Crockett Promotions. Dopo il debutto, Magnum iniziò un feud con Wahoo McDaniel e lo sconfisse strappandogli la cintura di United States Heavyweight Championship il 23 marzo 1985. Al ppv The Great American Bash 1985, difese con successo il titolo contro Kamala. Quindi iniziò un altro feud con la potente stable dei Four Horsemen concentrandosi in particolare su Tully Blanchard e la sua manager/valletta Baby Doll. Il 28 settembre, Magnum perse un match per il titolo mondiale NWA contro il campione (e leader degli Horsemen) Ric Flair. Successivamente perse anche la cintura di campione U.S. perdendo un match con Blanchard, per poi riconquistarla nel celebre I Quit Match di Starrcade '85 svoltosi il 28 novembre.

#### Faida con Ivan e Nikita Koloff
Nell'aprile 1986, Magnum si imbarcò in una faida con Ivan Koloff, il quale aveva iniziato a dichiarare pubblicamente che suo nipote, Nikita, sarebbe diventato presto il nuovo United States Heavyweight Champion. Jim Crockett Jr. stabilì di far firmare un contratto per un match titolato tra i due. Alla firma del contratto, Magnum si portò dietro sua madre Marion, mentre Nikita si fece accompagnare da Ivan. Nikita insultò la madre di Magnum, provocando una rissa. L'allora presidente dell'NWA, Bob Geigel, criticò aspramente la condotta di Magnum per "non essersi comportato da campione". Magnum replicò attaccando Geigel e stendendolo con un braccio teso. Di conseguenza, Magnum venne privato della cintura e fu costretto a combattere in una serie di match "al meglio dei sette" contro Nikita. Dopo aver perso i primi tre incontri, Magnum iniziò una sorprendente rimonta vincendo tutti e tre i successivi confronti. Nel match decisivo del 17 agosto 1986 a Charlotte (Carolina del Nord), Nikita sconfisse Magnum, grazie all'aiuto di Ivan e Krusher Khruschev, aggiudicandosi il titolo USA.

### Incidente d'auto e ritiro
Il 14 ottobre 1986, Allen restò coinvolto in un grave incidente d'auto mentre era alla guida della sua Porsche sulla strada Sardis Road vicino Charlotte, a poca distanza dalla sua abitazione. L'incidente gli provocò seri danni alla spina dorsale, facendogli rischiare di rimanere per sempre paralizzato su una sedia a rotelle. La parte destra del corpo di Allen rimase paralizzata per mesi, ponendo fine alla sua carriera di wrestler. Al posto dell'infortunato Allen, la NWA mise Dusty Rhodes come prossimo avversario di Nikita Koloff. Intanto Nikita, che secondo la storyline era rimasto molto dispiaciuto per l'incidente di Magnum, iniziò la sua trasformazione in personaggio "face", e su diverse riviste di settore comparvero foto di Nikita con titoli come "Ho pianto per Magnum T.A." scritte a caratteri cubitali. Prima dell'incidente, Magnum era in procinto di vincere il titolo U.S. per la terza volta in carriera, ed era già stato selezionato per diventare in futuro campione NWA World Heavyweight Champion. La prima apparizione post-incidente di Magnum avvenne alla Crockett Cup del 1987, dove, con l'aiuto di un bastone, e sostenuto da due arbitri, camminò a bordo ring abbracciando Dusty e Nikita, che poi sconfissero Tully Blanchard e Lex Luger nella finale del torneo.
In seguito, Magnum lavorò come commentatore TV per la NWA e la World Championship Wrestling, facendo anche sporadicamente da manager a Rhodes e Koloff.
Il 24 giugno 2007, Allen, come Magnum T.A., fece la sua prima apparizione nella World Wrestling Entertainment durante il pay-per-view Vengeance: Night of Champions, dove venne presentato come un ex campione United States.

## Vita privata
Allen frequentò le scuole superiori presso la Norfolk Collegiate School di Norfolk, Virginia. Era membro della squadra di lotta della scuola e vinse il titolo statale nella categoria dei 75 kg. Dopo aver conseguito il diploma, frequentò la Old Dominion University.
Allen è il patrigno di Tessa Blanchard, che si è trasferita con lui, i suoi fratelli e sua madre Courtney Shattuck all'età di 4 anni. Attualmente lavora come manager presso un'azienda di network-solution e risiede a Charlotte, Carolina del Nord.

## Personaggio
Mossa finale
- Belly to belly suplex

Manager
- Tim Woods
- Mr. Wrestling II

Wrestler di cui è stato manager
- Dusty Rhodes
- Nikita Koloff
- Barry Windham
- Tully Blanchard
- Sting & Lex Luger

Soprannome
- "America's Heart Throb"

## Titoli e riconoscimenti
- Championship Wrestling from Florida
  - NWA Florida Global Tag Team Championship (5) – con Scott McGhee (3), Dusty Rhodes (1) e Brad Armstrong (1)[5]
- Jim Crockett Promotions
  - NWA United States Heavyweight Championship (2)[6]
- Mid-South Wrestling
  - Mid-South North American Championship (2)[7]
  - Mid-South Tag Team Championship (2) – con Jim Duggan (1), e Mr. Wrestling II (1)[8]
- Pro Wrestling Illustrated
  - PWI lo classificò alla posizione numero 73 nella lista dei migliori 500 wrestler singoli nei "PWI Years" del 2003[9]
- Professional Wrestling Hall of Fame and Museum
  - (Classe del 2020) - Modern Era